# Jörg Schneider (Schauspieler)

Jörg Schneider (ca. 1963)

Jörg Schneider (* 7. Februar 1935 in Zürich; † 22. August 2015 in Wetzikon) war ein Schweizer Schauspieler.

## Leben
Vor seiner Schauspielkarriere absolvierte Schneider eine Lehre als Eisenwarenhändler. Nebenbei liess er sich zum Schauspieler ausbilden.
1955 war er einer der Mitgründer des Cabarets Äxgüsi in Zürich. Seit 1957 war er hauptberuflich als Schauspieler tätig, insbesondere für das Bernhard-Theater in Zürich. Oft arbeitete er dabei mit Ines Torelli und Paul Bühlmann zusammen, zum Beispiel auch 1964 im erfolgreichen Musical Bibi Balù. Schneider, der bis kurz vor seinem Tod noch auf der Bühne stand, avancierte zum beliebten Volksschauspieler. Bei vielen seiner Stücke war er zugleich als Autor und Regisseur verantwortlich. 1981 spielte Schneider neben Ruedi Walter die Rolle des Wladimir in Urs Widmers Dialektfassung von Samuel Becketts Stück Warte uf de Godot.

Jörg Schneider (rechts) mit Olga Gebhard, Peter W. Staub und Ines Torelli (sitzend), ca. 1963

Von 1967 bis 1976 schrieb er 41 Hörspielfassungen von Kasperlis Abenteuern und schuf damit einen Klassiker des vertonten Schweizer Kindermärchens. Er selbst las dabei die Stimme von Kasperli ein. Diese Schweizerdeutsch gesprochenen Geschichten verkauften sich bisher gegen drei Millionen Mal. Mit Paul Bühlmann vertonte er auch Geschichten von Meister Eder und sein Pumuckl in Mundart. Für die Zürcher Märchenbühne verfasste er Märchenspiele, und für das Opernhaus Zürich schrieb und inszenierte er mit den Komponisten Hans Moeckel und Emil Moser Kindermusicals.
Im Fernsehen spielte er ab 1963 an der Seite von Schaggi Streuli in der Serie Polizischt Wäckerli, die ihn schweizweit bekannt machte. Ausserdem war er im selben Jahr 1963 in einem Film an der Seite von Vico Torriani zu sehen. Von 1974 bis 1979 spielte er in Livekrimis von SF DRS einen Detektiv. Zudem verkörperte er 1984 die Hauptrolle Koni Frei in der Fernsehserie Motel. Später übernahm er in der Soap Lüthi und Blanc die Rolle des Buchhalters Oskar Wehrli.
Gegen Ende seiner Karriere konnte er sich in zwei Kinofilmen auch als Charakterdarsteller auszeichnen: 2008 spielte er in Happy New Year von Christoph Schaub Herbert, der sich in der Silvesternacht auf eine nächtliche Odyssee begibt, und 2014 drehte er mit Paul Riniker Usfahrt Oerlike. Der Film gewann 2015 den Publikumspreis der Solothurner Filmtage.
Im September 2014 wurde bekannt, dass Jörg Schneider schwer erkrankt sei und nicht mehr auf die Bühne zurückkehren werde. Der zweite Teil seiner Abschiedstournee Häppi Änd wurde abgesagt. Er erlag am 22. August 2015 einem Lebertumor.
Jörg Schneider war über 55 Jahre mit seiner Frau Romy verheiratet und wohnte in Wetzikon im Zürcher Oberland. Sein Sohn starb 2010 im Alter von 46 Jahren.

## Filmografie (Auswahl)
- 1958: Lysistrata 1958 oder «Lysi und die verhinderten Männer»
- 1960: Wenn d’Fraue wähle
- 1961: Wenn Männer Schlange stehen (Chikita)
- 1961: Das tapfere Schneiderlein (Fernsehfilm)
- 1962: Reizende Leute (Fernsehfilm)
- 1962: Seelische Grausamkeit
- 1962: Der 42. Himmel
- 1963–64: Polizischt Wäckerli (Fernsehserie)
- 1963: Vico, ist’s wahr…? (Fernsehfilm)
- 1963: Rumpelstilzchen (Fernsehfilm)
- 1965: Der Schmied seines Glücks (Fernsehfilm)
- 1966: Polizist Wäckerli in Gefahr
- 1970: Pfarrer Iseli
- 1972: Der Fall
- 1975: De Grotzepuur
- 1975: Ein Fall für Männdli (Fernsehserie; Staffel 2, Episode 13)
- 1984: Motel (Fernsehserie)
- 1987 Meier & Müller (Fernsehserie)
- 1994–1998: Fascht e Familie (Fernsehserie; Episoden 31 und 76)
- 2002–2007: Lüthi und Blanc (Fernsehserie)
- 2007: Ameisenweg
- 2008: Happy New Year
- 2009: Die Standesbeamtin
- 2009: Champions – Es ist nie zu spät für ein Comeback
- 2011: Vater, unser Wille geschehe (Fernsehfilm)
- 2015: Usfahrt Oerlike

## Ehrungen
- 1973: Ehrenpreis der Erziehungsdirektion des Kantons Zürich
- 1985: Prix Bernhard für seine Darstellung in Liebe macht erfinderisch
- 1985: Bad Hersfeld-Preis anlässlich der Bad Hersfelder Festspiele für seine Darstellung des Sancho Pansa in Dale Wassermans Musical Der Mann von La Mancha
- 1995: Prix Walo
- 2013: Ehren-Prix-Walo[8]

Um seinem berühmten Stadtbewohner ein ehrendes Andenken zu bewahren, benannte der Stadtrat von Wetzikon ZH den Tödipark am 23. September 2016 in «Jörg-Schneider-Park» um.

## Werke
- Die verhexte Insel im Tümpelsee. Tudor Recording, Zürich 1985, Bestell-Nr. 9851.
- Äxgüsi! Aus meinem Leben. Tudor Recording, Zürich 2015, ISBN 978-3-03776-518-0.
  - Jörg Schneider liest aus Äxgüsi! Aus meinem Leben (Hörbuch mit 2 CDs), Tudor Recording, Zürich 2015, ISBN 978-3-03776-520-3.